# 見事なお仕事
『見事なお仕事』（みごとなおしごと）は、TBSラジオで2019年10月6日から生放送されている職業トーク番組。

## 概要
同番組はマガジンハウス「BRUTUS」で編集長を務めた同社編集委員・ブランドビジネス領域担当執行役員の西田善太が、日本の企業・団体などでの「見事な取り組み」について、毎回その取り組みを推し進めている企業・団体の代表者を招き、その秘訣をインタビューするというものである。

## 放送時間
現在
- 月曜 16:50 ｰ 17:00（2025年4月 - ）

過去
- 火曜 17:50 - 18:00（ - 2021年9月21日）
- 土曜 13:38頃 - 10分程度（ - 2022年3月 週末ノオト内包）
- 土曜 15:06頃 - 10分程度（ - 2022年12月31日　井上貴博 土曜日の『あ』内包）
- 土曜 15:15 - 15:25（ - 2023年3月）
- 土曜 15:10 ｰ 15:25（ - 2023年9月）
- 日曜 6:30 ｰ 6:45（2023年10月 -2024年3月 ）
- 金曜 17:50 ｰ 18:00（2024年4月 - ）